# Kampfgeschwader 255

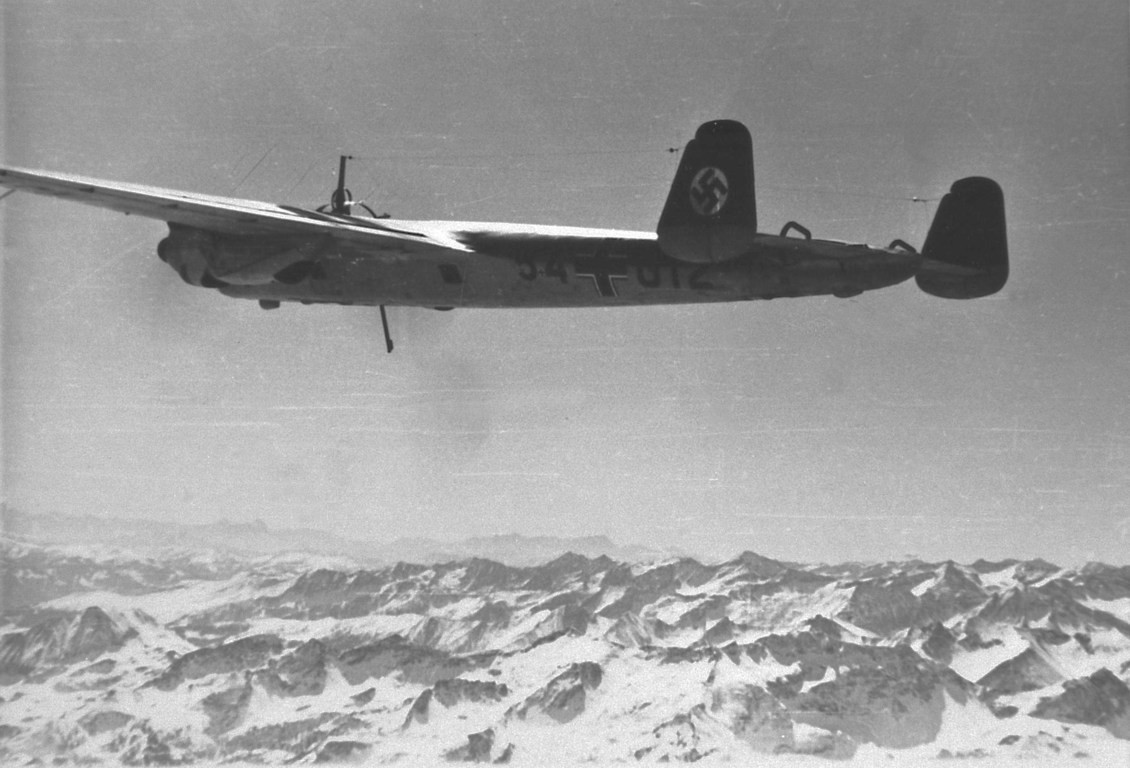
Німецький бомбардувальник Dornier Do 17E-1 255-ої бомбардувальної ескадри в польоті над Альпами. 1938

255-та бомбардувальна ескадра (нім. Kampfgeschwader 255 (KG 255) — бомбардувальна ескадра Люфтваффе, що існувала у складі повітряних сил вермахту напередодні Другої світової війни. 1 травня 1939 року її перейменували на 51-шу бомбардувальну ескадру (KG 51).

## Історія
255-та бомбардувальна ескадра веде свою історію від формування 15 березня 1937 року штабу ескадри та I. групи на авіабазі Ландсберг. II і III. групи були засновані 1 березня 1937 року в Ляйпгаймі і Меммінгені відповідно. Ескадра була оснащена новітніми бомбардувальниками Dornier Do 17M і Heinkel He 111H. 1 травня 1939 року за новою схемою найменування Люфтваффе ескадра, за винятком II авіагрупи, отримала позначення Kampfgeschwader 51. II./KG 255 була передана на формування III./KG 77.

## Командування

### Командири
- оберст Віллібальд Шпанг (15 березня 1937 — 1 листопада 1938);
- оберст Ріттер фон Лекс (нім. Ritter von Lex) (1 листопада 1938 — 1 лютого 1939);
- оберст, доктор Йоганн-Фолькмар Фіссер (1 лютого — 1 травня 1939).

### Командири I./KG 255
- оберстлейтенант Курт Мальцер (нім. Kurt Mälzer) (15 березня 1937 — 31 березня 1938);
- оберстлейтенант Ганс Корте (1 квітня 1938 — 1 травня 1939).

### Командири II./KG 255
- оберстлейтенант, доктор Йоганн-Фолькмар Фіссер (1 березня 1937 — 1 лютого 1939);
- оберст Вольф фон Штуттергайм (1 лютого — 1 травня 1939).

### Командири III./KG 255
- оберстлейтенант Готтлоб Мюллер (1 березня — 1 квітня 1937);
- майор Вальтер Шредер (1 квітня 1937 — 1 грудня 1938);
- майор Алоїс Штекль (1 грудня 1938 — 1 травня 1939).

## Основні райони базування 255-ї бомбардувальної ескадри

### Основні райони базуванняштабуKG 255
| 15 березня 1937 — 1 травня 1939 | Ландсберг-Лех |

### Основні райони базування I./KG 255
| 15 березня 1937 — 1 травня 1939 | Ландсберг-Лех |

### Основні райони базування II./KG 255
| 15 березня 1937 — 1 травня 1939 | Ляйпгайм |

### Основні райони базування III./KG 255
| 15 березня 1937 — 1 травня 1939 | Меммінген |